# Pasikonikowate
Pasikonikowate (Tettigoniidae) – rodzina owadów prostoskrzydłych, długoczułkowych (Ensifera).
Rodzina jest reprezentowana przez ponad 6800 gatunków na całym świecie, grupowanych w około 20 podrodzinach, przy czym część systematyków niektóre z tych podrodzin, a nawet niższe taksony, traktuje jako odrębne rodziny (np. długoskrzydlakowate, miecznikowate, nadrzewkowate lub siodlarkowate). Wówczas do pasikonikowatych zalicza się około 900 gatunków.
Wiele gatunków pasikonikowatych to owady głównie drapieżne, choć zjadają też pokarm roślinny. Osiągają długość do ok. 10 cm. Ubarwienie zwykle zielonkawe. Długie pokładełko. Aparaty strydulacyjne pasikoników znajdują się na sztywnych, pergaminowatych skrzydłach pierwszej pary. Jest to cecha odróżniająca pasikonikowate od szarańczowatych (oprócz długości czułków, które u pasikoników są dłuższe), u których aparat strydulacyjny znajduje się na tylnych nogach. Aparat słuchowy pasikoników umieszczony jest w piszczelach odnóży przednich.

## Niektóre rodzaje
- Barbitistes, np. opaślik sosnowiec (Barbitistes constrictus),
- Decticus, np. łatczyn brodawnik (Decticus verrucivorus),
- Gampsocleis, np. stepówka (Gampsocleis glabra),
- Metrioptera, np. podłatczyn Roesela (Metrioptera roeselii),
- Pholidoptera, np. podkrzewin szary (Pholidoptera griseoaptera),
- Platycleis,
- Tettigonia, np. pasikonik zielony (Tettigonia viridissima) i pasikonik śpiewający (Tettigonia cantans),
- Leptophyes, np. wątlik charłaj (Leptophyes punctatissima),
- Meconema, np. nadrzewek długoskrzydły (Meconema thalassinum).